# Ruta Provincial 3 (Misiones)
La Ruta Provincial 3 es una carretera argentina con jurisdicción en la Provincia de Misiones. Recorre aproximadamente 78 kilómetros dentro de los departamentos Candelaria, Leandro N. Alem y Concepción. Tiene su inicio en la intersección con la Ruta Nacional 12 en la ciudad de Candelaria y culmina en la Ruta Provincial 2 en Concepción de la Sierra.

## Recorrido
La ruta tiene sentido general norte-sur y está asfaltada en sus primeros 34 kilómetros desde su inicio, en la intersección con la Ruta Nacional 12 en el municipio de Candelaria, hasta su intersección con la Ruta Nacional 14 en la localidad de Cerro Azul. Antes de llegar a Cerro Azul, atraviesa los poblados de Cerro Corá y Olegario Víctor Andrade. Luego de Cerro Azul, continúa de manera terrada por 44 kilómetros hasta finalizar en la Ruta Provincial 2, en el municipio de Concepción de la Sierra.

## Localidades
Las ciudades y pueblos por los que pasa esta ruta son las siguientes:
- Departamento Candelaria: Candelaria, Cerro Corá.
- Departamento Leandro N. Alem: Olegario Víctor Andrade, Cerro Azul.
- Departamento Concepción: Concepción de la Sierra.